# Nationale Universiteit Koxinga
De Nationale Universiteit Koxinga (NCKU Chinees: 國立成功大學/成大) is een publieke onderzoeksuniversiteit, gevestigd in Tainan, Taiwan. De universiteit werd in 1931 opgericht onder het Japanse koloniale bewind als Technische College van Tainan. Toen de Kwomintang zich in 1949 na de Chinese Burgeroorlog op Taiwan vestigde, was het een van de drie al bestaande colleges op het eiland. In 1971 kreeg de universiteit haar huidige naam, vernoemd naar de Chinese militair Koxinga die de Vereenigde Oostindische Compagnie van het eiland verdreven had.
In de QS World University Rankings van 2020 staat de Nationale Universiteit Koxinga wereldwijd op een 225ste plaats, waarmee het de 3e Taiwanese universiteit op de ranglijst is.